# 洛韋爾 (加利福尼亞州)
洛韋爾（英語：Lowell）是位於美國加利福尼亞州納帕縣的一個非建制地區。該地的面積和人口皆未知。

## 地理
洛韋爾的座標為38°10′27″N 122°15′12″W / 38.17417°N 122.25333°W，而該地的平均海拔高度為20米（即66英尺）。